# Interferencja procesów
Interferencja procesów – szkodliwe zjawisko spotykane w środowiskach wielozadaniowych systemów operacyjnych. Jest skutkiem przypadkowego dostępu poszczególnych procesów (zadań) do tych samych zasobów (plików, urządzeń IO) komputera. 

## Generalna uwaga na temat wielozadaniowych środowisk wykonawczych
W środowisku wielozadaniowego systemu operacyjnego nie można nic powiedzieć o kolejności wykonywania poszczególnych zadań, o ile taka kolejność nie została narzucona przy pomocy odpowiednich narzędzi.

## Wyjaśnienie przez przykład
Dwa procesy planują na przemian wydrukować na drukarce dwa różne napisy. Pierwszy próbuje wydrukować „Processing task 1”, a drugi „Processing task 2”. System operacyjny przełącza procesor pomiędzy kolejnymi zadaniami, może się tak zdarzyć, że pierwszy proces tuż po rozpoczęciu drukowania zostanie na chwilę wstrzymany a zacznie być wykonywany drugi proces. W tym przypadku części napisu wydrukowanego przez pierwszy proces zostanie pomieszana z częścią napisu wydrukowanego przez drugi proces.